# Bomarea uncifolia
Bomarea uncifolia es una especie de planta fanerógama perteneciente a la familia de las Alstroemeriáceas.  Es originaria de Ecuador.

## Descripción
Es un bejuco endémico de Ecuador, en donde se conoce a partir de  dos subpoblaciones. El espécimen tipo se recogió por el Padre L. Sodiro antes de 1908 en Imbabura, "crece en el bosque subtropical", que presumiblemente se refiere al bosque alto andino. También recogido en la cordillera occidental de la provincia de Cotopaxi, en el páramo húmedo a lo largo de la antigua carretera Latacunga-Quevedo, donde estaba la última registrada en 1985. No sabe que se produzcan dentro de las áreas protegidas, pero puede encontrarse en la Reserva Ecológica Los Ilinizas. Las principales amenazas son los incendios y el pastoreo. La destrucción del hábitat es la única conocida amenaza para la especie.

## Taxonomía
Bomarea uncifolia fue descrita por William Herbert, y publicado en Edwards's Botanical Register 66. 1842.
Etimología
Bomarea: nombre genérico que está dedicado al farmacéutico francés Jacques-Christophe Valmont de Bomare (1731-1807), que visitó diversos países de Europa y es autor de “Dictionnaire raisonné universel d’histoire naturelle” en 12 volúmenes (desde 1768).
uncifolia:  latíno que significa "hojas con púas".
Sinonimia
- Bomarea gracilis Sodiro
- Bomarea lobbiana Kraenzl.
- Bomarea platypetala Benth.	[5][6]